# Cereixa (Puebla del Brollón)
Cereixa (llamada oficialmente San Pedro de Cereixa) es una parroquia y una aldea española del municipio de Puebla del Brollón, en la provincia de Lugo, Galicia.

## Geografía
Limita al norte con las parroquias de Eixón y Castrosante, al sur con Pinel y Brence, al este con Puebla del Brollón y Castroncelos, y al oeste con Fornelas y Chavaga, esta última perteneciente al municipio de Monforte de Lemos.
| Noroeste: Eixón                               | Norte: Eixón | Noreste: Castrosante                    |
| Oeste: Fornelas y Chavaga (Monforte de Lemos) |              | Este: Puebla del Brollón y Castroncelos |
| Suroeste: Chavaga (Monforte de Lemos)         | Sur: Pinel   | Sureste: Brence                         |

## Historia
En la zona de Alende hay restos del castro de Alende, también conocido como castro de San Lourenzo, que es objeto de excavaciones desde 2016.
En esta parroquia nació María Castaña, impulsora de las revueltas contra el obispo de Lugo en el siglo XIV. En la zona de Nogueiras hay restos del molino en el que la hidalga se reunía para planear las revueltas.
Fue un municipio independiente entre 1821 y 1823.

## Organización territorial
La parroquia está formada por once entidades de población, constando siete de ellas en el nomenclátor del Instituto Nacional de Estadística español:
- A Albariza
- Alende
- Areas (As Areas)
- Cereixa*
- Cima de Vila
- Estación
- Falcon (O Falcón)
- Fonte (A Fonte)
- Guntiñas
- Nogueiras
- Rairos
- Zapateira (A Zapateira)

## Demografía

### Parroquia
| Gráfica de evolución demográfica de Cereixa (parroquia) entre 2000 y 2020 |
|                                                                           |
| Datos según el nomenclátor publicado por el INE.                          |

### Aldea
| Gráfica de evolución demográfica de Cereixa (aldea) entre 2000 y 2020 |
|                                                                       |
| Datos según el nomenclátor publicado por el INE.                      |

## Lugares de interés
- Iglesia de San Pedro, con nave de planta rectangular, muros de cachotaría y cubierta a dos aguas con tejado de pizarra. En el interior conserva esculturas.
- Capilla de Nogueiras.
- Castro de San Lourenzo.

## Festividades
- Fiestas parroquiales, se celebran en honor a la Virgen del Rosario a principios de octubre.
- Romería de San Lourenzo, se celebra en agosto y es una tradición recuperada en 2016 a raíz de las excavaciones en el castro.[11]